# Бачища
Бачища (на македонска литературна норма: Бачишта; на албански: Balçishta) е село в западната част на Северна Македония, в община Кичево.

## География
Разположено е на Бачищката река в източните склонове на планината Бистра.

## История
Според „Кичево в миналото си и сега“ Бачища е българско село, потурчено след XVI век.
В XIX век Бачища е село в Кичевска каза на Османската империя. В „Етнография на вилаетите Адрианопол, Монастир и Салоника“, издадена в Константинопол в 1878 година и отразяваща статистиката на населението от 1873 година, Бачища (Batchischta) е посочено като село с 50 домакинства със 105 жители мюсюлмани.
Според статистиката на Васил Кънчов („Македония. Етнография и статистика“) в 1900 годинаа Бачища има 450 жители българи мохамедани.
На Етнографската карта на Битолския вилает на Картографския институт в София от 1901 година Бачища е чисто помашко (българско мохамеданско) село в Кичевската каза на Битолския санджак с 50 къщи.
След Междусъюзническата война в 1913 година селото попада в Сърбия.
На етническата си карта на Северозападна Македония в 1929 година Афанасий Селишчев отбелязва Бачища като българско село.
Според преброяването от 2002 година Бачища има 772 жители.
| Националност | Всичко |
| македонци    | 1      |
| албанци      | 756    |
| турци        | 0      |
| роми         | 0      |
| власи        | 0      |
| сърби        | 0      |
| бошняци      | 0      |
| други        | 15     |

От 1996 до 2013 година селото е част от община Заяс.